# Anatoli Igorewitsch Nemtschenko
Anatoli Igorewitsch Nemtschenko (russisch Анатолий Игоревич Немченко; * 22. August 2000 in Kislowodsk) ist ein russischer Fußballspieler.

## Karriere
Nemtschenko begann seine Karriere bei UOR Stawropol. Im Februar 2018 wechselte er zur zweiten Mannschaft des FK Kuban Krasnodar. Nach der Auflösung Kubans nach der Saison 2017/18 schloss er sich dem FK Uroschai an. Für Uroschai spielte er jedoch lediglich ein Mal im Cup.
Im Februar 2019 wechselte er zum Viertligisten Kuban-Cholding Pawlowskaja. Zur Saison 2019/20 kam Nemtschenko in die Jugend des FK Sotschi. Im Juli 2020 stand er gegen Spartak Moskau erstmals im Profikader Sotschis. Sein Debüt für die Profis in der Premjer-Liga gab Nemtschenko schließlich im August 2020, als er am ersten Spieltag der Saison 2020/21 gegen Spartak in der 65. Minute für Nikita Burmistrow eingewechselt wurde. Im Januar 2021 wurde er an den Drittligisten FK Olimp-Dolgoprudny verliehen. Bis Saisonende kam er zu neun Einsätzen in der Perwenstwo PFL, mit Olimp stieg er zu Saisonende in die Perwenstwo FNL auf.
Zur Saison 2021/22 kehrte er zunächst wieder nach Sotschi zurück, ehe Nemtschenko im August 2021 ein zweites Mal von Dolgoprudny geliehen wurde, allerdings nun für die drittklassige Reserve.